# ATP Challenger Jinan
Das ATP Challenger Jinan (offizieller Name: Jinan Open) ist ein Tennisturnier in Jinan, das 2017 zum ersten Mal ausgetragen wurde. Es ist Teil der ATP Challenger Tour und wird auf Hartplatz ausgetragen.

## Liste der Sieger

### Einzel
| Jahr                         | Sieger         | Finalgegner       | Ergebnis      |
| ---------------------------- | -------------- | ----------------- | ------------- |
| 2024                         | Wu Yibing      | Riō Noguchi       | 7:5, 6:3      |
| 2020–2023: nicht ausgetragen |                |                   |               |
| 2019                         | Zhang Zhizhen  | Gō Soeda          | 7:5, 2:6, 6:4 |
| 2018                         | Alexei Popyrin | James Ward        | 3:6, 6:1, 7:5 |
| 2017                         | Lu Yen-hsun    | Ričardas Berankis | 6:3, 6:1      |

### Doppel
| Jahr                         | Sieger                              | Finalgegner                                | Ergebnis          |
| ---------------------------- | ----------------------------------- | ------------------------------------------ | ----------------- |
| 2024                         | Chung Yun-seong Yūta Shimizu        | Riō Noguchi Edward Winter                  | 6:3, 6:75, [10:6] |
| 2020–2023: nicht ausgetragen |                                     |                                            |                   |
| 2019                         | Matthew Ebden Divij Sharan          | Nam Ji-sung Song Min-kyu                   | 7:64, 5:7, [10:3] |
| 2018                         | Hsieh Cheng-peng (2) Yang Tsung-hua | Alexander Bublik Alexander Pawljutschenkow | 7:65, 4:6, [10:5] |
| 2017                         | Hsieh Cheng-peng (1) Peng Hsien-yin | N. Sriram Balaji Vishnu Vardhan            | 4:6, 6:4, [10:4]  |